# Valgerður Sverrisdóttir
Valgerður Sverrisdóttir, född 23 mars 1950 i Grýtubakkahreppur, är en isländsk politiker.
Valgerður Sverrisdóttir var ledamot av Alltinget för det liberala Framstegspartiet 1987 till 2009. Mellan 1999 och 2006 var hon industri- och handelsminister, åren 2004 till 2005 var hon minister för nordiskt samarbete och mellan 2006 och 2007 var hon Islands utrikesminister. 2008 till 2009 var Valgerður Sverrisdóttir partiledare för Framstegspartiet.

### Översättning
Den här artikeln är helt eller delvis baserad på material från engelskspråkiga Wikipedia, Valgerður Sverrisdóttir, 20 september 2015.

### Webbkällor
- Valgerður Sverrisdóttir på althingi.is